# Matkot

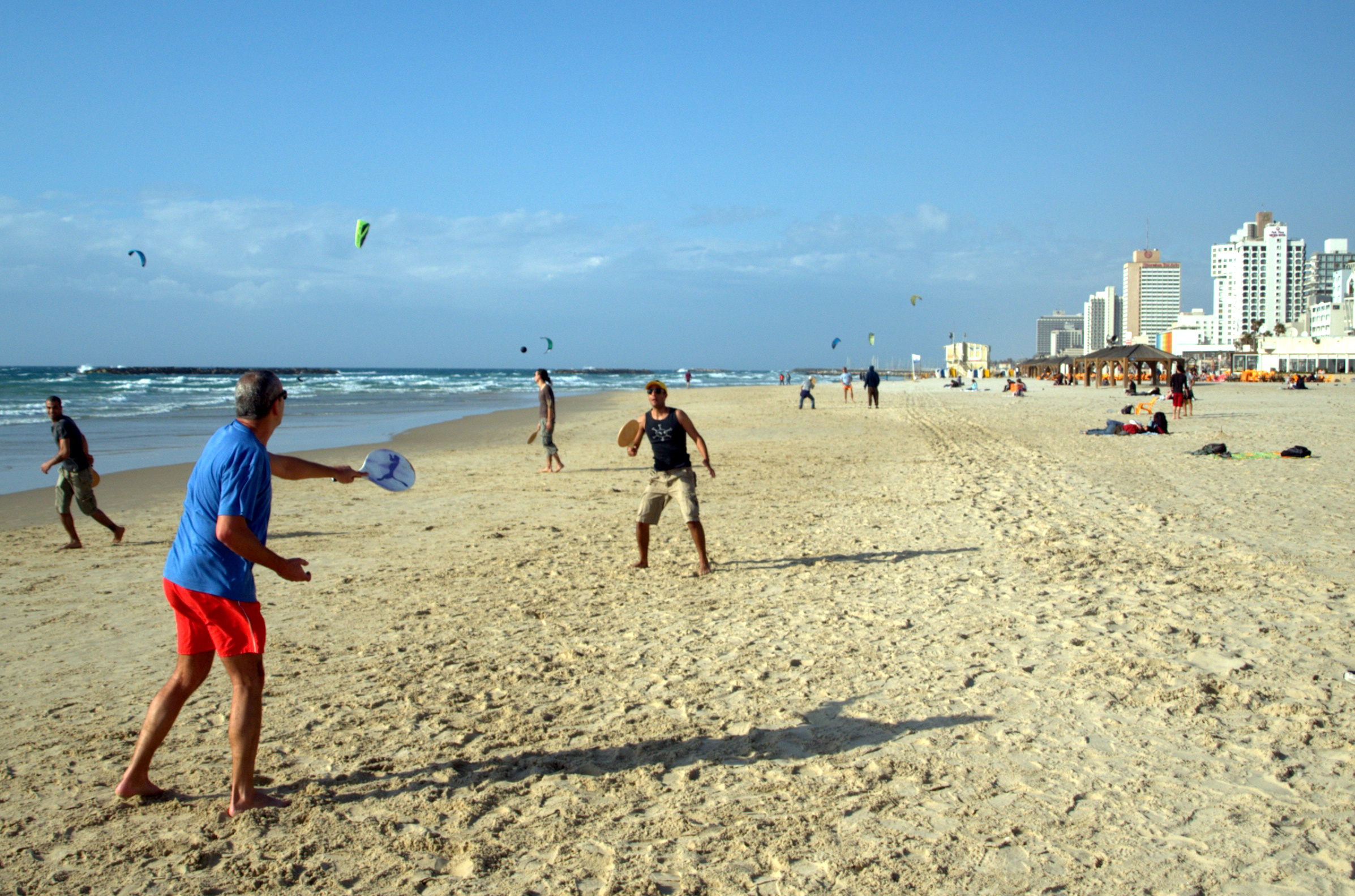
Personen beim Matkotspiel in Tel Aviv, Israel

Matkot (hebräisch מַטְקוֹת maṭqōt, deutsch ‚Kellen / Schläger‘, pl. [Sportgeräte]) ist ein populäres Ballspiel in Israel und wird als eine Art Nationalsport bezeichnet.
Matkot ist kein Wettbewerbsport, sondern reiner Zeitvertreib am Strand, bei dem mindestens zwei oder mehr Spieler einen kleinen Ball ähnlich dem Tennis spielen.
Die Schläger bestehen aus Holz, ältere sogar aus Stein. Der Ball ist der gleiche wie beim Squash. Anfänger spielen mit einem etwas leichteren Ball.
Der Ursprung von Matkot ist nicht geklärt. Man vermutet, er sei mit jemenitischen Juden nach Israel gekommen. Das Wort Matkot soll von einem arabischen Wort madka oder dem hebräischen Wort makah stammen, was „Schlag“ bedeutet.
Matkot wird hauptsächlich in Israel gespielt. In Brasilien, wo es ein ebenso reges Leben am Strand gibt, heißt es Frescoball.